# Goka (Ibaraki)

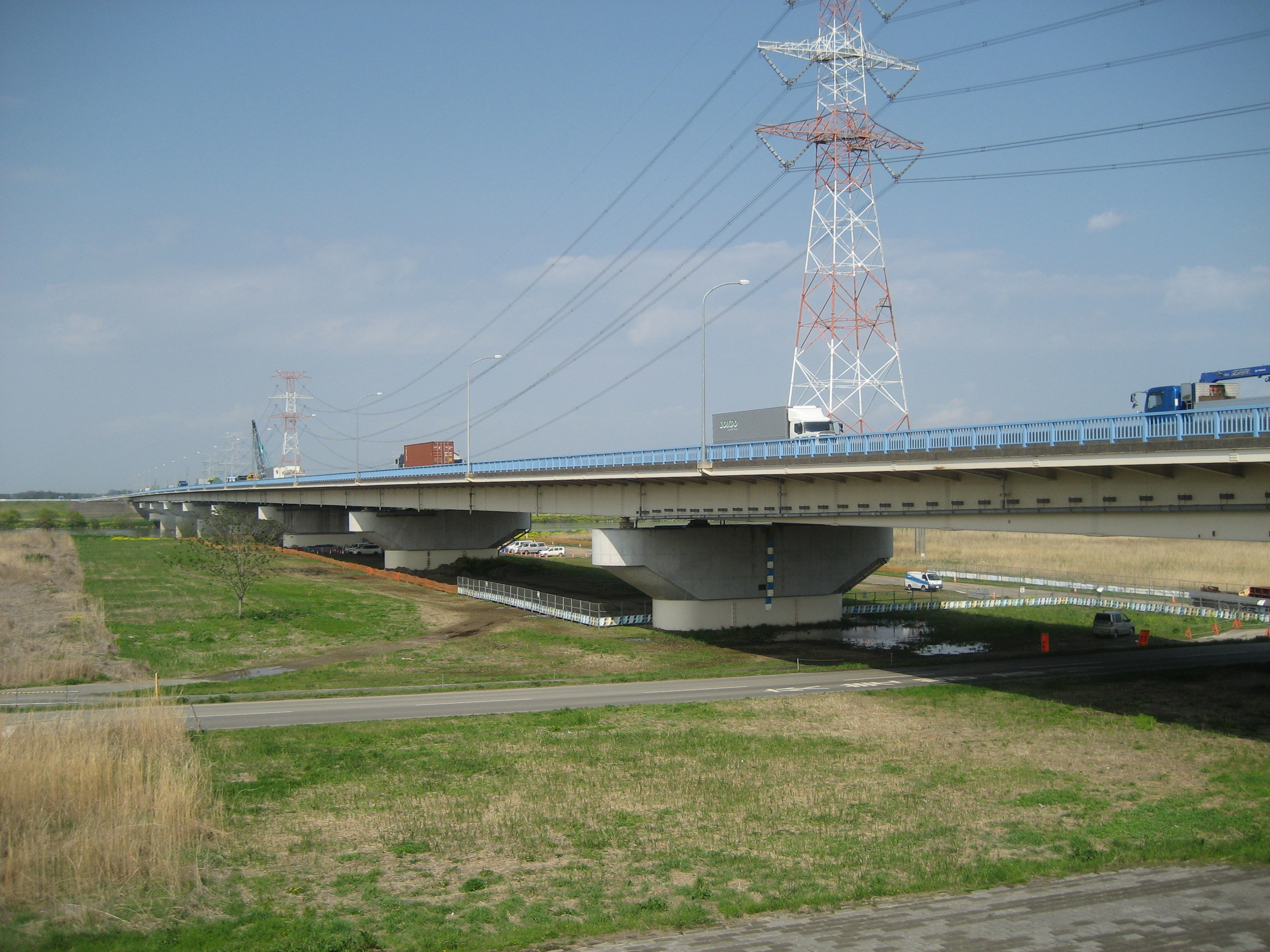
Puente Shintonegawa (新利根川橋) en la Ruta Nacional 4 Baipás desde Goka.

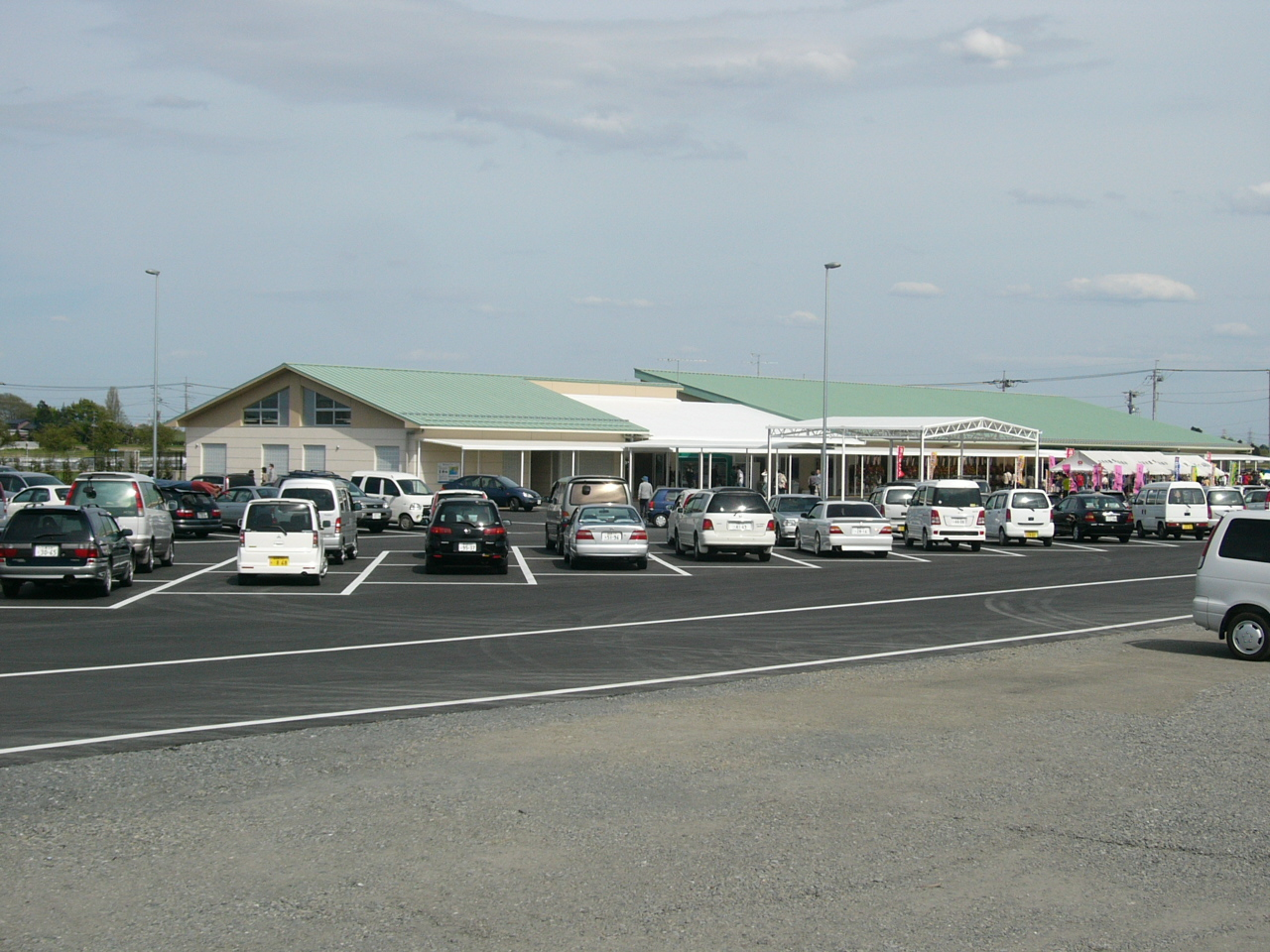
Estación vial en Goka.

 Goka  (五霞町  Goka-machi?) es una  población situada en la Prefectura de Ibaraki, en Japón. 

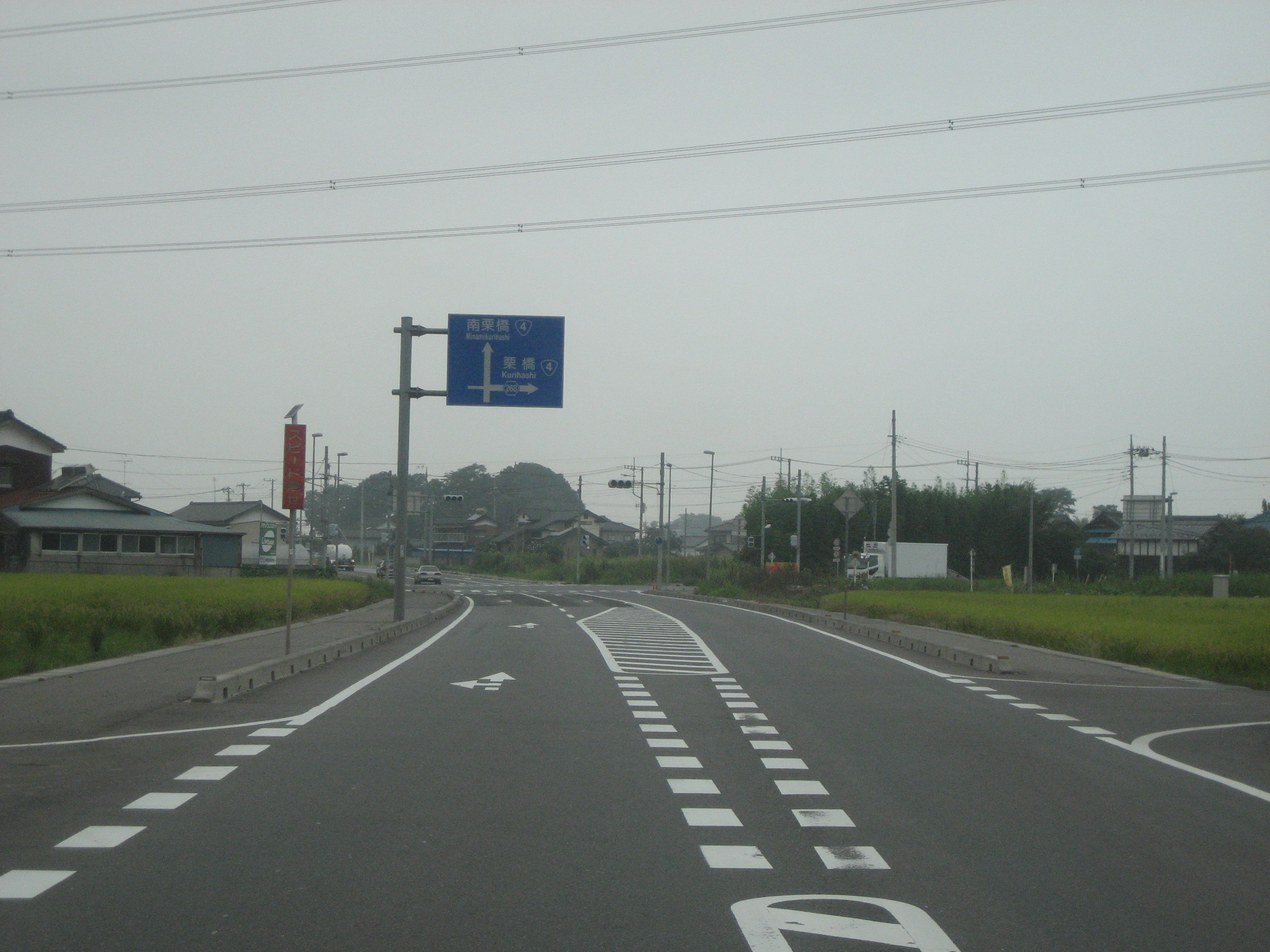
Ruta Prefectural 268 en Goka.

Goka, junto con Sakai, son los únicos municipios que pertenecen al Distrito de Sashima (猿島郡  Sashima-gun).
Al 1 de diciembre de 2013, Goka, tenía una  población 9.058 habitantes y una densidad poblacional de 392 personas por km². La superficie total es de 23,09 km².

## Historia
El área de Goka actual era parte de la Provincia de Shimōsa y fue transferido a la Prefectura de Ibaraki en 1875 después del comienzo del Período Meiji. 
El área fue organizada en la villa de Goka dentro del Distrito de Nishikatsushika (西葛飾郡) de la Prefectura de Ibaraki con el establecimiento del sistema de las municipalidades el 1 de abril de 1889. 
El distrito mencionado anteriormente fue abolido el 29 de marzo de 1896, pasando Goka a formar parte desde entonces del Distrito de Sashima.
Goka fue elevado a estatus de pueblo (町 machi)  el 1 de junio de 1996.

## Geografía
La localidad está ubicada a unos 45 km de la metrópoli de Tokio.
La población se encuentra ubicada al suroeste de la Prefectura de Ibaraki, y en la frontera  con la Prefectura de Chiba y la Prefectura de Saitama.
Su territorio limita al norte con la ciudad de  Koga; al noreste con  Sakai; al sureste con la ciudad de Noda perteneciente a la Prefectura de Chiba; al suroeste con las ciudad de Satte y al oeste con la ciudad de Kuki, estas dos últimas pertenecientes a la Prefectura de Saitama.
El territorio de Goka es plano y está prácticamente rodeada por agua, a saber el río Tone (al norte), el río Naka (al sur)  y el río Edo (al este); y en la práctica sucede cuando se presentan crecientes, dado que en la parte oeste, sur y este, existen depósitos o estanques que albergan el agua de exceso. 
La población posee fábricas de maquinaría de construcción, de productos de imprenta, y produce bebidas de la firma Yakult, entre otras.

## Transporte
Por carretera accediendo a la Ruta Nacional 4 o a la Ruta Nacional 4 Baipás, y viajando al sur, está comunicada la población con la metrópoli de Tokio.
Por tren para viajar a Tokio, se debe desplazar hasta las cercanas estaciones de  “Minami-kurihashi” en la ciudad de Kuki (Saitama)  o a la  “Satte Station” en la ciudad de Satte (Saitama) y tomar la vía férrea “Tōbu Nikkō Line”, y más adelante en la estación “Tōbu-dobutsu-koen” de la población Miyashiro (Saitama), tomar la “Tōbu Skytree Line”.